# Quincy (Florida)
Quincy es una ciudad ubicada en el condado de Gadsden en el estado estadounidense de Florida. En el Censo de 2010 tenía una población de 7.972 habitantes y una densidad poblacional de 388,64 personas por km².

## Geografía
Quincy se encuentra ubicada en las coordenadas 30°34′44″N 84°35′2″O / 30.57889, -84.58389, a poca distancia al sur de la frontera con Georgia, en la región conocida como mango de Florida. Según la Oficina del Censo de los Estados Unidos, Quincy tiene una superficie total de 20.51 km², de la cual 20.48 km² corresponden a tierra firme y (0.18%) 0.04 km² es agua.

## Demografía
Según el censo de 2010, había 7.972 personas residiendo en Quincy. La densidad de población era de 388,64 hab./km². De los 7.972 habitantes, Quincy estaba compuesto por el 23.41% blancos, el 64.4% eran afroamericanos, el 0.56% eran amerindios, el 0.7% eran asiáticos, el 0.05% eran isleños del Pacífico, el 9.48% eran de otras razas y el 1.39% pertenecían a dos o más razas. Del total de la población el 13.9% eran hispanos o latinos de cualquier raza.